# Xysticus breviceps
Xysticus breviceps är en spindelart som beskrevs av O. Pickard-Cambridge 1885. Xysticus breviceps ingår i släktet Xysticus och familjen krabbspindlar. Inga underarter finns listade i Catalogue of Life.